# Суханы (Тверская область)
Суханы — деревня в Пеновском муниципальном округе Тверской области. 

## Географические данные
Деревня расположена на берегу озера Отолово в 62 км от посёлка Пено, в 0,5 км на север от деревни находится погост Отолово.

## История
В 1767 году на погосте Отолово близ деревни была построена каменная трехэтажная Троицкая церковь с 5 престолами. 
В конце XIX — начале XX века деревня вместе с погостом входили в состав Новинской волости Осташковского уезда Тверской губернии. 
С 1929 года деревня входила в состав Ворошиловского сельсовета Пеновского района Великолукского округа Западной области, с 1935 года — в составе Калининской области, с 1944 по 1957 год в составе Великолукской области, с 1994 года — в составе Ворошиловского сельского округа, с 2005 года — в составе Ворошиловского сельского поселения, с 2020 года — в составе Пеновского муниципального округа.

## Население
| 1859 | 1889 | 2002 | 2010 |
| ---- | ---- | ---- | ---- |
| 46   | ↗63  | ↘6   | ↘1   |

## Достопримечательности
На погосте Отолово близ деревни расположена действующая Церковь Троицы Живоначальной (1767).